# Ilija II.
Ilija II. (gruzijski:  ილია II, pravog imena ირაკლი ღუდუშაური-შიოლაშვილი Irakli Ghudushauri-Shiolashvili, rođen 4. siječnja 1933. u Vladikavkazu), katolikos-patrijarh i duhovni vođa Gruzijske pravoslavne Crkve. Puna naziv mu je katolikos-patrijarh cijele Gruzije, nadbiskup Mtskete-Tbilisija, metropolitanski biskup Abhazije i Bichvinta, Njegova svetost i blaženstvo Ilija II.

## Životopis
Ilija II., pravog imena Irakli Ghudushauri-Shiolashvil (gruzijski: ირაკლი ღუდუშაური-შიოლაშვილი), rođen je u Vladikavkazu, gradu u Sjevernoj Osetiji 4. siječnja 1933. Kršten je nekoliko dana kasnije, u povodu pravoslavnog Božića. Njegova obitelj potječe od utjecajnog klana iz planinskog područja istočne Gruzije, područja Khevi.
Diplomirao je 1952. godine, a zatim je nastavio studij na moskovskom Teološkom fakultetu, na kojem je stekao diplomu 1956. Dana 16. travnja 1957., u dobi od 24 godine, dao je zavjete tijekom ceremonije održane u crkvi Aleksander Nevski u Tbilisiju. On je izabrao ime u čast Sv. Ilije, starozavjetnog proroka. Dva dana kasnije bio je zaređen za svećenika od katolikos patrijarha Melkisedeka III. u katedrali Sioni. Dana 10. svibnja 1959. zaređen je za jeromonaha od patrijarha Moskve Aleksisa I. Godine 1960. stekao je diplomu treće razine teologije. Ubrzo nakon što se vratio u Gruziji, postao je župnik u katedrali u gradu Batumiju. Godine 1961. bio je uzdignut na igumana, a kasnije u arhimandrita.
Godine 1967. Ilija je imenovan za biskupa Tskhumi i Abkhazeti. Nakon smrti kontroverznog patrijarha Davida V., izabran je za novog katolikos patrijarha Gruzije 25. prosinca 1977. godine.
Novi patrijarh je započeo reforme, čime je Gruzijskoj pravoslavnoj crkvi, jednom potisnute od strane sovjetske ideologije, uglavnom htio povratiti svoj nekadašnji utjecaj i ugled. Godine 1988. bilo je 180 svećenika, 40 redovnika, 15 redovnice i vjernike, koji su različito procjenjuje kao od jednog do tri milijuna. Bilo je 200 crkava, jednom sjemeništu, tri samostana. Tijekom posljednjih godina u Sovjetskom Savezu, bio je aktivno uključen u Gruzijski društveni život.
Patrijarh se pridružio ljudima koji su prosvjedovali u Tbilisiju protiv sovjetske vladavine 9. kolovoza 1989. godine, a bezuspješno je pozvao prosvjednike da se povuku u obližnje crkve kako bi se izbjeglo krvoproliće. Ova mirna demonstracija je raspršena, a sovjetske trupe ostavile su iza sebe 22 mrtvih i stotine ranjenih. Tijekom građanskog rata u Gruziji u 1990., pozvao u suparničke stranke na mirno pronalaženje rješenja za krizu.

## Zanimljivosti
14. siječnja 2020. godine patrijarh je okumio još 521 dijete. Od siječnja 2008. godine organizira nekoliko sabornih krštenja u godini, na kojima osobno postaje kum trećem i kasnijem djetetu vjenčanih pravoslavnih parova. Krštenja su dio njegove inicijative za poboljšanje teške postosvjetske demografske situacije u Gruziji. Obitelji su presretne što im patrijarh postaje kum, jer je on omiljena osoba u narodu i u koju se ima najviše povjerenja. Krštenje u utorak u katedralnoj crkvi Svetog Trojstva u Tbilisiju bilo je 62. takvo krštenje. Od tada se broj djece kojima je on postao kum popeo na broj 40909.

## Vanjske poveznice
- Službena stranica Gruzijske pravoslavne Crkve (patrijarh)  Arhivirana inačica izvorne stranice od 12. kolovoza 2016. (Wayback Machine)